# بنجامين أنستاس
بنجامين أنستاس (بالإنجليزية: Benjamin Anastas)‏ (1969، غلوستر في الولايات المتحدة)؛ كاتِب ومؤلِّف، صحفي وروائي أمريكي.